# Constitució portuguesa del 1933
La Constitució Política de la República Portuguesa de 1933 va ser la constitució política que va estar vigent a Portugal entre 1933 i 1974, quan la dictadura de l'Estat Nou va ser deposada per la Revolució de 25 d'Abril, i fou substituïda per la Constitució portuguesa del 1976.

## Elaboració
Document fundador de l'Estat Nou a Portugal, el seu projecte va ser elaborat, a partir d'un primer esbós de l'autoria de Quirino Avelino de Jesus, per un grup de professors de Dret convidats per António d'Oliveira Salazar i coordinat per ell directament. Marcelo Caetano, com a secretari del procés de revisió de l'articulat del projecte, va destacar el paper tècnic de Domingos Fezas Vital, professor Dret Constitucional de la Universitat de Coimbra.
El projecte va ser objecte de apreciació pel Consell Polític Nacional i publicat en la premsa per a discussió pública.

## Aprovació i entrada en vigor
El text final de la Constitució va ser publicat en suplement al Diari del Govern de 22 de febrer de 1933 i objecte de plebiscit el 19 de Març del mateix any.
La Constitució va entrar en vigor l'11 d'abril de 1933, data de la publicació en el Diari del Govern de la determinació final dels resultats del plebiscit.

## Caracterització
Tenint com principals influències la Constitució de 1911 (per oposició), la Carta Constitucional de 1826 i les Constitucions alemanyes de 1871 i 1919, la Constitució de 1933 va representar la concretizació dels ideals de Salazar, inspirats en el corporativisme, en la doctrina social de l'Església i en les concessions nacionalistes. La figura del Cap d'Estat es trobava subalternitzada, constatant-se així la confiança política al contrari del disposat en la Constitució: en la pràctica, era el President de la República que responia davant el President del Consell, Oliveira Salazar. Així, no és d'estranyar que a partir de 1959, any de revisions a la Constitució, l'elecció del President de la República passés a ser per sufragi indirecte. D'aquesta manera, hi havia un únic partit, la Unió Nacional, sent tots els altres abolits.
El Parlament era bicameral, compost per una Assemblea Nacional, constituïda per diputats escollits a través d'un procés electoral nominal que acaba eventualment influenciat fortament pel Govern, d'aquesta manera assegurar que es discutien, problemes i solucions concretes en comptes de ideologies, i per una Càmera Corporativa, representant de la societat civil, amb un paper consultiu.
Els principals punts de la Constitució eren
- Compartimentar els diversos pols de govern dels territoris Portuguesos a través de autonomia governamental i pressupostària
- Establir un Govern d'autarquia
- Crear una Assemblea Nacional d'elecció nominal
- Donar a l'Executiu el poder de legislar per força de Decrets-llei i revisar la lletra de la llei emesa per l'Assemblea Nacional
- Responsabilitzar el President del Consell de Ministres davant el Cap d'Estat per a assegurar la seva honestedat i rectidut davant la persona que en ell investia els poders públics.
- Crear una Càmera Corporativa per a permetre la representació de la societat civil

Així, el tipus d'Estat era una República Corporativa de forma unitària regional, incorporant les "províncies ultramarines", consagrant l'ideal de Salazar de preservar la Nació Portuguesa "del Minyo a Timor". L'acte Colonial no obstant això preconitzava la separació completa del govern entre la metròpoli i les Províncies Ultramarines.